# Buon Natale - An italian Christmas with Al Bano Carrisi
Buon Natale - An italian Christmas with Al Bano Carrisi è un album di Al Bano dedicato alle festività natalizie e pubblicato nel 2004 in Italia e nei paesi tedeschi. Il CD contiene cover delle più celebri canzoni natalizie interpretate in italiano, tra le quali Astro del ciel (Stille Nacht), Il piccolo tamburino (The little drummer boy), Felice Natale (Happy Xmas), Bianco Natale (White Christmas) ma anche brani del repertorio di Al Bano come Io ti cerco, Caro Gesù e Figlio delle Ande.

## Tracce
1. Astro del ciel (Stille nacht) (Franz Xaver Gruber)
2. Adeste fideles (tradizionale)
3. Medley: Maria Durch Den Dornwald Ging/ Leise rieselt der Schnee/ Es Ist Ein Ros Entsprungen/ Oh Tannenbaum (tradizionale)
4. Bianco Natale (White Christmas) (Irving Berlin, Filibello)
5. Mary's Boy Child (Jester Hairston)
6. Felice Natale (Happy Xmas)
7. In lui vivrò (Amazing Grace) (tradizionale, Albano Carrisi, Vincenzo Sparviero)
8. Io ti cerco (Albano Carrisi, Romina Power)
9. Il piccolo tamburino (The Little Drummer Boy) (Katherine Kennicott Davis, Henry Onorati, Harry Simeone)
10. Ave Maria (Schubert) (Franz Schubert, Albano Carrisi, Vito Pallavicini)
11. Caro Gesù (Albano Carrisi, Romina Power)
12. Figlio delle Ande (Albano Carrisi, Fabrizio Berlincioni, Albano Carrisi, Andrea Sacchi)

## Classifiche
| Classifica | Posizione |
| ---------- | --------- |
| Austria    | 30        |
| Italia     | 85        |